# Антибукер
«Антибукер» — российская литературная премия, основанная в конце 1995 года «Независимой газетой», финансировалась из средств владельца издания Бориса Березовского, и практически прекратила своё существование в 2001 году после эмиграции её спонсора.
Название дано в пику самой известной в постсоветской России литературной премии «Русский Букер» (12 тысяч долларов), размер премии был установлен больше на символическую сумму — один доллар. «Букер» вручается только за роман, тогда как «Антибукер» присуждался по пяти номинациям, среди которых критика, драматургия и поэзия. Кроме того, премия была оперативна, потому что присуждалась за произведения текущего года.
В состав жюри входили известные литераторы, издатели, артисты: Андрей Василевский (главный редактор журнала «Новый мир»), Наталья Иванова (заместитель главного редактора журнала «Знамя»), Андрей Волос (писатель, лауреат премии Антибукер-98), Виктор Топоров (литературный критик и переводчик), Евгений Рейн (поэт), Наталья Трауберг (переводчик), Александр Гельман (драматург), артисты Ирина Купченко и Олег Табаков и ряд других.
Среди лауреатов — Евгений Гришковец (1999, за наброски к пьесам «Зима» и «Записки русского путешественника» в драматургической номинации «Три сестры»), Александр Иванченко (1999, за памфлет «Купание красного коня» в мемуарно-эссестической номинации «Четвёртая проза»); Борис Акунин (2000, за роман «Коронация, или Последний из Романов» в прозаической номинации «Братья Карамазовы»); Бахыт Кенжеев (2000, за книгу стихов «Снящаяся под утро» в поэтической номинации «Незнакомка»); Олег Давыдов (1998, за статью «Демон Солженицына» в критической номинации «Луч Света»).

## Список лауреатов
| Год  | Роман/повесть                                                | Поэзия                                                                      | Драматургия                                                         | Литературоведение и литературная критика                                     | Эссе, мемуары, историко-документальная проза          |
| ---- | ------------------------------------------------------------ | --------------------------------------------------------------------------- | ------------------------------------------------------------------- | ---------------------------------------------------------------------------- | ----------------------------------------------------- |
| 1995 | Алексей Варламов «Рождение»                                  |                                                                             |                                                                     |                                                                              |                                                       |
| 1996 | Дмитрий Бакин «Страна происхождения»                         | Сергей Гандлевский «Праздник» (от премии отказался)                         | Иван Савельев «Путешествия на краю»                                 |                                                                              |                                                       |
| 1997 | Дмитрий Галковский «Бесконечный тупик» (от премии отказался) | Тимур Кибиров «Парафразис»                                                  | Олег Богаев «Русская народная почта»                                | Александр Гольдштейн «Расставание с Нарциссом»                               |                                                       |
| 1998 | Андрей Волос «Хуррамабад»                                    | Максим Амелин Публикации в журнале «Новый мир»                              | Не присуждалась. Поощрительный приз Максим Курочкин «Стальова воля» | Олег Давыдов «Демон Солженицына»                                             | Эмма Герштейн «Мемуары»                               |
| 1999 | Не присуждалась                                              | Не присуждалась. Поощрительный приз Борис Рыжий «From Sverdlovsk with love» | Евгений Гришковец «Зима», «Записки русского путешественника»        | Павел Басинский статьи в «Литературной газете», журнале «Октябрь»            | Александр Иванченко «Купание красного коня» (памфлет) |
| 2000 | Борис Акунин «Коронация, или Последний из романов»           | Бахыт Кенжеев «Снящаяся под утро»                                           | Василий Сигарев «Пластилин»                                         | Евгений Ермолин статьи в журналах «Дружба народов», «Новый мир», «Континент» | Алексей Филиппов «Дневник отчаяния и надежды»         |